# Систола
Систола се нарича съкращението на миокарда на предсърдията или камерите, а отпускането - диастола.
Под систолично („горна граница“) и диастолично („долна граница“) налягане се разбира съответно налягането в кръвоносните съдове по време на, съответно, систолата и диастолата, като разликата между тези налягания е амплитудата на кръвното налягане (в разговорния език се нарича „кръвно“).